# Seru
Seru est une ville d'Éthiopie, située dans la zone Arsi de la région Oromia. Elle se trouve à 7° 40′ N, 40° 12′ E et à 2 302 mètres d'altitude. Elle est le centre administratif du woreda de Seru.

## Démographie
Sur la base des chiffres de l'Agence centrale de la statistique en 2005, Seru a une population totale estimée à 3 082 dont 1 422 hommes et 1 660 femmes . Le recensement de 1994 avait rapporté que cette ville avait une population totale de 1 727 dont 771 hommes et 956 femmes. 

## Services
Selon le gouvernement régional d'Oromia, le seul service de communication actuellement dans cette ville est actuellement les communications radio à des fins officielles. Seru n'a pas d'électricité. Une mission d'enquête de l'UN-OCHA qui s'est rendue dans la ville en 2003 a décrit la source d'eau de la communauté comme « assez originale » : la ville a été construite sur une réserve d'eau souterraine. Le rapport de l'UN-OCHA indique que « chaque complexe possède un puits creusé à la main, ainsi que des installations administratives et scolaires. L'eau est accessible à une profondeur de 12 à 15 mètres ». Cependant, le rapport note que la population locale "a signalé que le niveau de la nappe phréatique a diminué au cours des dernières années."